# Dwars door het Hageland

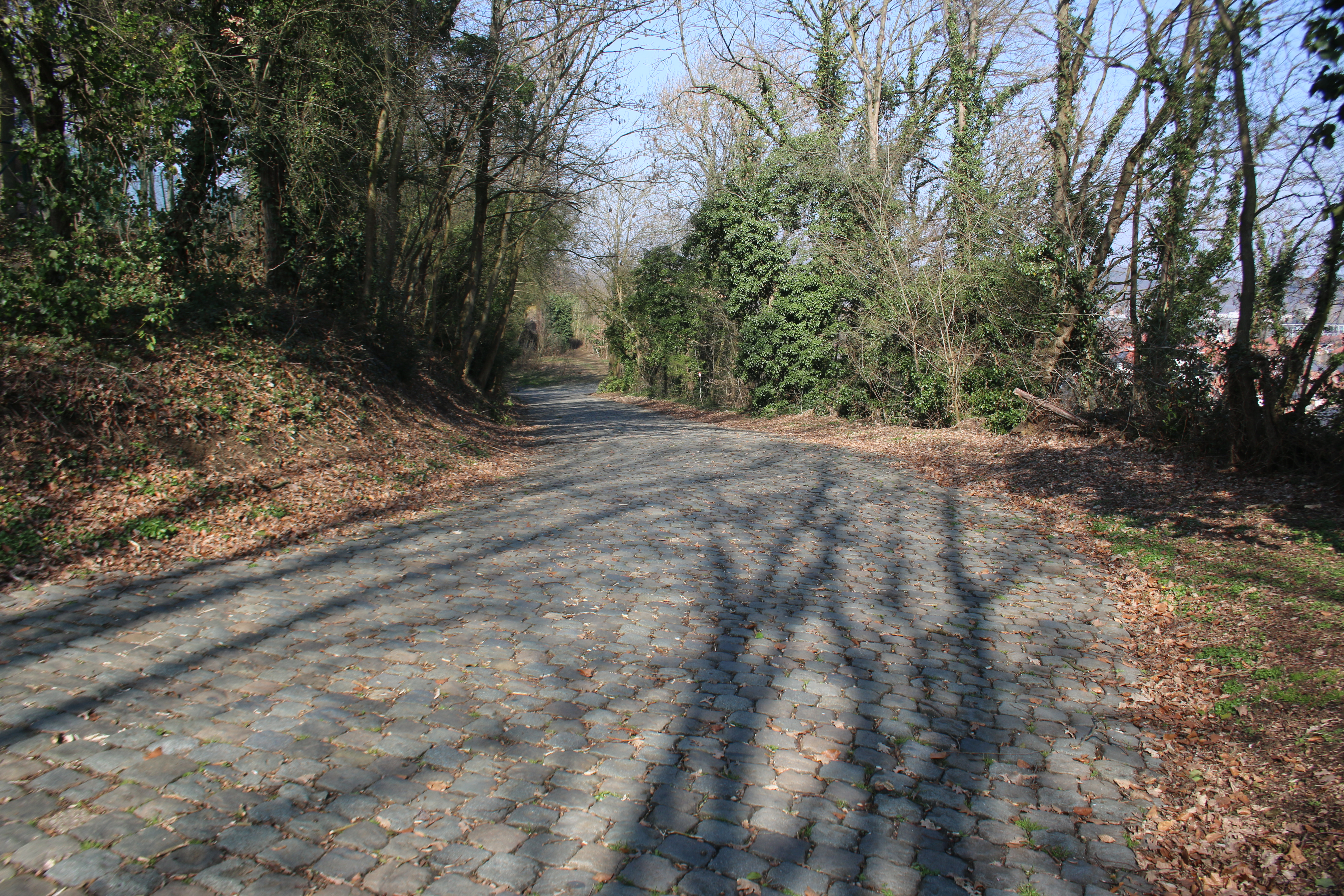
Gatsten på vägen uppför Allerheilgenberg till Citadel van Diest.

Dwars door het Hageland är ett endagslopp i landsvägscykling som avhålls årligen i Flamländska Brabant, Belgien.
Första upplagan hölls 2001 och till och med 2009 var det ett rent amatörlopp. 2010 blev loppet professionellt och ingick i UCI Europe Tour, först kategoriserat som 1.2, men uppgraderades 2016 till 1.1. 2020 inlemmades det i den nyskapade UCI ProSeries  och kategoriseras som 1.Pro. Sedan 2021 har loppet avhållits i juni och sedan 2017 har det haft start i Aarschot och mål i Diest.
2021 tillkom ett lopp för damer som klassades av UCI som 1.2, men redan det påföljande året uppgraderades det till 1.1. Damloppet går samma dag som herrloppet och har, liksom herrarnas lopp, start i Aarschot och mål i Diest.
De båda loppen bjuder på såväl långa grusvägssträckor som en gatstensbelagd stigning, Allerheiligenberg, upp till Citadel van Diest (ett fort från 1800-talets mitt), vilken passeras flera gånger under loppet - den sista gången just före mållinjen vid citadellet. På grund av grussträckorna kallas loppet "Vlaamse Strade Bianche" ("Flanderns Strade Bianche").
Nedanstående tabell listar, som ett exempel, svårigheterna under loppen 2021 (herrarnas lopp mätte 177,0 km totalt, damernas 122,3 km).
| Typ      | Namn                      | Längd (km) | Antal passager | Antal passager |
| Typ      | Namn                      | Längd (km) | Herrar         | Damer          |
| -------- | ------------------------- | ---------- | -------------- | -------------- |
| Grusväg  | Grootbroekstraat          | 5,4        | 2              | 2              |
| Grusväg  | Demervallei               | 3,3        | 2              | 2              |
| Grusväg  | Demerdijk Zichem          | 4,0        | 4              | 3              |
| Grusväg  | Prinsenbos                | 1,0        | 2              | 2              |
| Gatsten  | Allerheiligenberg/Citadel | 1,0        | 4              | 3              |
| Stigning | Grasbos                   | 1,0        | 4              | 3              |
| Stigning | Schoonhovendreef          | 0,6        | 2              | 1              |

## Podieplaceringar

### Herrar
| 2004–2006 |

| 2013–2015 |

### Damer
| År   | Vinnare                     | Tvåa                    | Trea             |
| ---- | --------------------------- | ----------------------- | ---------------- |
| 2021 | Chantal van den Broek-Blaak | Christine Majerus       | Lorena Wiebes    |
| 2022 | Ilaria Sanguineti           | Christina Schweinberger | Femke Markus     |
| 2023 | Lotte Kopecky               | Christina Schweinberger | Pfeiffer Georgi  |
| 2024 | Lucinda Brand               | Karlijn Swinkels        | Mischa Bredewold |
| 2025 | Lorena Wiebes               | Fleur Moors             | Millie Couzens   |